# Martin Felmer
Martin Felmer (n. 1 noiembrie 1720, Sibiu — d. 28 martie 1767, Sibiu) a fost un învățat german (sas) din Transilvania.

## Biografie
A studiat în perioada 1740 - 1743 teologie, matematică, fizică, filologie, drept și istorie la Halle, în vara lui 1743 făcând cercetări în arhivele vieneze. Din 1744 până în 1750 a fost profesor și mai apoi, până în 1756 predicator al Gimnaziului din Sibiu. În 26 martie 1763 sașii din Cisnădie l-au ales ca preot. Aici are timp să se ocupe de studii istorice. În 1766 a fost ales preot orășenesc la Sibiu unde a și decedat după mai bine de un an. A fost membru al societății Gesellschaft der freien Künste (Societatea pentru Arte Liberale) din Leipzig.
Felmer este cunoscut mai ales pentru studiile sale privind istoria și etnografia Transilvaniei. Lucrările sale au fost tipărite postum.
Felmer a devenit cunoscut prin cartea Primat lineae historiae Transilvaniae, care a fost folosită multă vreme în Transilvania ca manual școlar. Abia în secolul XX s-a putut tipări o altă lucrare a lui Felmer, Abhandlung von dem Ursprung der Sächsischen Nation (Studiu privind originea națiunii săsești), care fusese dedicată societății pentru arte liberale ( Gesellschaft der freien Künste) din Leipzig, al cărei membru era. 
În anul 1779 a apărut postum lucrarea lui Martin Felmer intitulată "Primae Linae Principatus Transylvaniae Historiam Antiqui Medii et Rocentiaris Aevi" în care, pentru prima dată într-o lucrare cu caracter științific, se dă teritoriului locuit de români numele de România. 

## Lucrări
- Dissertatio Theologica, de Efficacia S. Scripturae naturali et supernaturali, sub Praesid. Sigism. Jacobi Baumgarten… ad diem… Oct. 1742. Halae., 44 pag.
- Tabulae oritoriae Freyerianae, Praelectionibus publicis accomodatae (tipărită în Sibiu pe când Felmer era profesior la gimaziu, lucrare care a fost retipărită în 1761 împreună cu Tirocinium Poeticum de Daniel Filtsch
- Ehrgedächtniss des Wohlgeb. H. Herrn Joseph von Sachsenfels, gewesenen Rittmeisters bei dem löbl. Husarenregimente von Kálnoky Hermannstadt, 1763, 16 pag.
- Kurzgefasste und mit Hauptsprüchen der h. Schrift bewiesene Grundsätze der christlichen Religion. Hermannstadt, 1764, tipărită pentru uz școlar sub îngrijirea lui Daniel Filsch, 106 pag.
- Primae lineae Historiae Transilvaniae antiqui medii et recentioris aevi exhibentes et illustrantes. Cibinii, Typis Barthianis, 1780. ; Reditare: Bd. 1-2. Accesserunt Observationes criticae et pragmaticae cum X. Excursibus opera J. C. Eder. Hermannstadt, Clausenburg: Hochmeister 1803 [7]
- Kurzgefasste historische Nachricht von der Wallachischen Völkerschaft überhaupt und derjenigen insonderheit der heur zu Tage in dem Kayserlichen Erb – Fürstenthum Siebenbürgen anzutreffen ist , Brașov, 1867, în „Archiv des Vereins für siebenbürgische Landeskunde”, N. F. VII, 1867, p. 414-428
- Die Martin-Felmer-Handschrift (Manuscriptul Martin Felmer) Berlin/Leipzig, 1935
- Schriften (Scrieri) editate de Adolf Armbruster, Editura Kriterion, București, 1974